# Comuna Liubîmivka, Dnipro
Liubîmivka (în ucraineană Любимівка) este o comună în raionul Dnipro, regiunea Dnipropetrovsk, Ucraina, formată din satele Liubîmivka (reședința), Perșe Travnea și Prîdnipreanske.

## Demografie
Componența lingvistică a satului Liubîmivka
     Ucraineană (83,21%)
     Rusă (16,16%)
     Alte limbi (0,35%)
Conform recensământului din 2001, majoritatea populației satului Liubîmivka era vorbitoare de ucraineană (83,21%), existând în minoritate și vorbitori de rusă (16,16%).